# Soska
Soska (1063 m) – mało wybitny szczyt w głównym grzbiecie Pasma Policy, które w regionalizacji fizycznogeograficznej Polski według Jerzego Kondrackiego zaliczane jest do Beskidu Żywieckiego, w nowszej regionalizacji z 2018 roku do Beskidu Żywiecko-Orawskiego. Znajduje się w nim pomiędzy szczytami Krupówka (1045 m) i Naroże (Narozie, 938 m). Jest całkowicie porośnięty lasem, na mapie lotniczej Geoportal widać jednak, że jest to młody las. Dawniej były tu duże hale. Wskutek nieopłacalności ekonomicznej zaprzestano jednak ich użytkowania i zarosły lasem.
Przez Soskę biegnie granica między miejscowością Juszczyn (stok północny) i Sidzina (stok południowy), obydwie w województwie małopolskim, powiecie suskim. W przewodniku turystycznym Soska opisana jest jako Naroże z wysokością 1076 m.

## Szlak turystyczny
Przez Soskę prowadzi znakowany szlak turystyczny. Jest to odcinek Głównego Szlaku Beskidzkiego. Omija wierzchołek po jego południowej stronie.
 Jordanów – Bystra Podhalańska – Drobny Wierch – Judaszka – przełęcz Malinowe – Naroże – Soska – Krupówka – Urwanica – Okrąglica – Kucałowa Przełęcz. Suma podejść 830 m, suma zejść 170 m, czas przejścia 5 godz., z powrotem 4 godz. 15 min.